# Cyanotis obtusa
Cyanotis obtusa là một loài thực vật có hoa trong họ Commelinaceae. Loài này được (Trimen) Trimen mô tả khoa học đầu tiên năm 1898.